# Усть-Нарык
Усть-Нарык — посёлок в Новокузнецком районе Кемеровской области. Входит в состав Терсинского сельского поселения.

## География
Центральная часть населённого пункта расположена на высоте 168 метров над уровнем моря на левом берегу Томи.
В состав села вошла деревня Георгиевка

## Население
По данным Всероссийской переписи населения 2010 года, в посёлке Усть-Нарык проживает 99 человек (53 мужчины, 46 женщин).

## Организации
До 1995 года работал леспромхоз.